# Hierodula tenuidentata
Hierodula tenuidentata — вид справжніх богомолів, поширений в Середній Азії. Належить до багатого видами роду Hierodula, основний ареал якого охоплює Південно-Східну Азію та Австралію.

## Опис
Тіло кремезне, довжиною 6 см, самці дещо дрібніші. Зелені, жовтуваті, бурі. На голові присутній невеликий горбик між основами антен та очима. Задні та середні ноги з шипом на коліні. Шкірясті надкрила повністю покривають кінець черевця, задні крила добре розвинені, прозорі. На передніх крилах видно білувате вічко.
Від богомола звичайного відрізняється відсутністю плями на внутрішній поверхні тазиків передніх ніг та квадратним (а не поперечно-трикутним) лобовим щитком. Від близького виду H. transcaucasica відрізняється дискоїдальними шипами на передніх стегнах, які чорні лише на верхівці, тоді як H. transcaucasica має повністю чорні шипи.
Низка дослідників вважає Hierodula transcaucasica синонімом Hierodula tenuidentata, зокрема через подібність геніталій самців та високу варіабельність забарвлення вказаних шипів.

## Спосіб життя
Віддає перевагу деревній чи чагарниковій рослинності у вологих біотопах, де полює на комах з засідки, приймаючи характерну для більшості богомолів позу «молільника». Обирають для засідок також високі трав'янисті рослини в агроценозах, зокрема суцвіття  соняшника чи селерових, грона винограду. Імаго добре літає, активно летить на світло. В Узбекистані личинки виходять з оотек наприкінці травня, імаго розвиваються в червні-липні. Здатні ловити навіть дуже великих комах, зокрема різнокрилих бабок та шершнів Vespa orientalis. 
Існує також опис успішного полювання богомола виду Hierodula tenuidentata в Індії на рибок гупі. Упродовж 5 послідовних днів дорослий самець вполював 40 рибок у штучній водоймі в приватному садку на даху одного з будинків у штаті Карнатака.

## Поширення
Поширений у Середній Азії, Туркестані, Індії, Непалі, Шрі-Ланці, на Зондських островах.
У 2010-ті роки вид розширює свій ареал у Казахстані на північ, зокрема став звичайним у Алмати.

## У культурі
Hierodula tenuidentata зображено а пам'ятних монетах у 50 та 500 казахстанських теньге 2012 року, причому богомоли зображені з обох боків монет. 
Цих богомолів (під синонімічною назвою Hierodula westwoodi) використовують у їжу в Індії.
Вид занесено до Червоної книги Республіки Казахстан.